# Madonna mit Kind (Avioth)

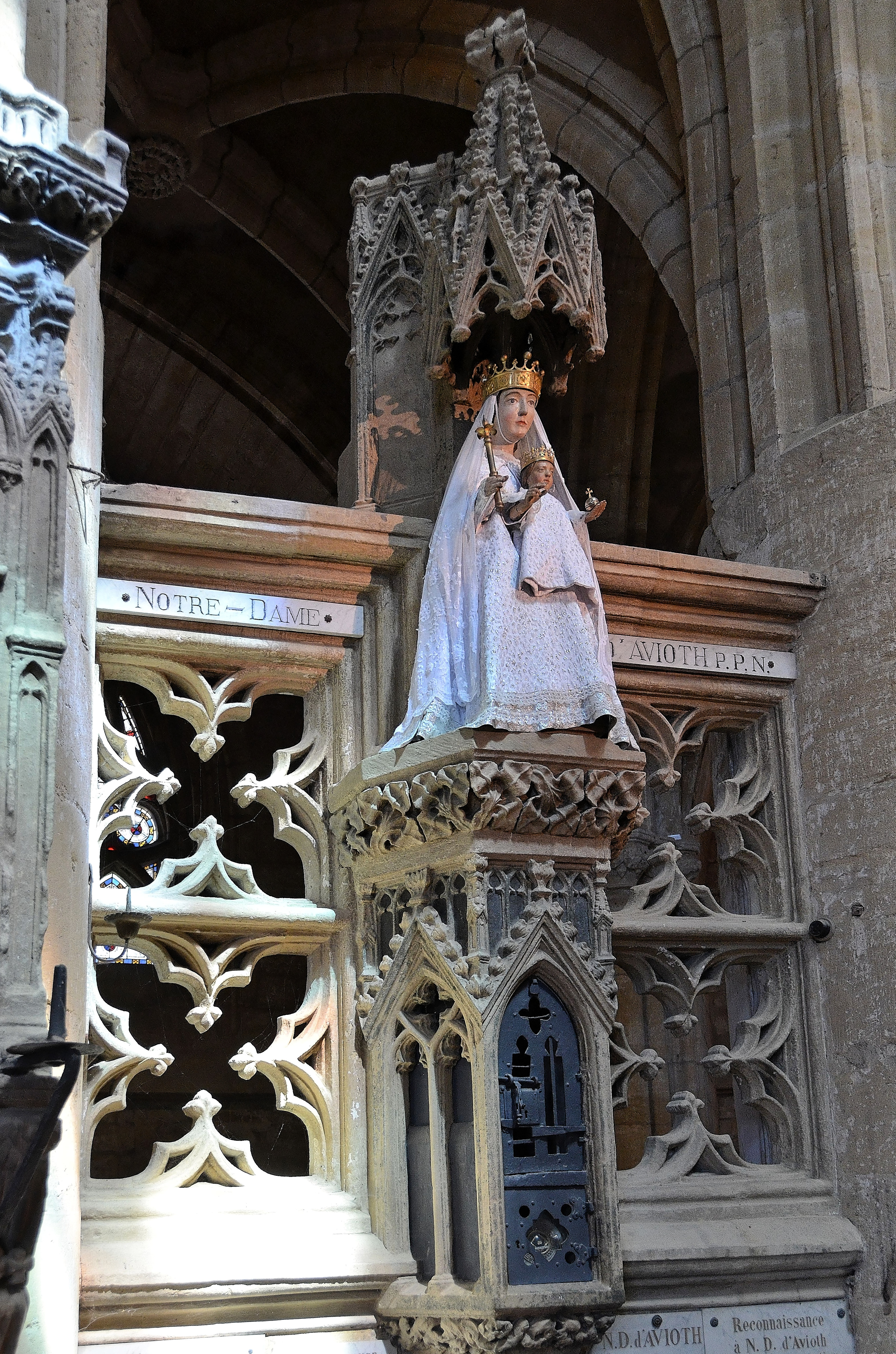
Madonna mit Kind in Avioth

Die Madonna mit Kind (auch als Notre-Dame d’Avioth bezeichnet) in der Basilika Notre-Dame in Avioth, einer französischen Gemeinde im Département Meuse in der Region Grand Est, wurde im 12. Jahrhundert geschaffen. Im Jahr 1981 wurde die Skulptur als Monument historique in die Liste der geschützten Objekte (Base Palissy) in Frankreich aufgenommen.
Die 90 cm hohe und 28,5 cm breite Skulptur aus Lindenholz ist farbig gefasst. Sie steht auf einem Thron links vom Hauptaltar. Maria und das Jesuskind tragen eine Krone auf ihren Häuptern. Maria hält in der rechten Hand ein Zepter, das Kind in der linken eine Weltkugel. Da die Figur des Kindes verloren ging, wurde sie im 19. Jahrhundert neu angefertigt. 
Die Wallfahrt zur Madonna findet jährlich am 16. Juli statt.